# Gilabert (apellido)

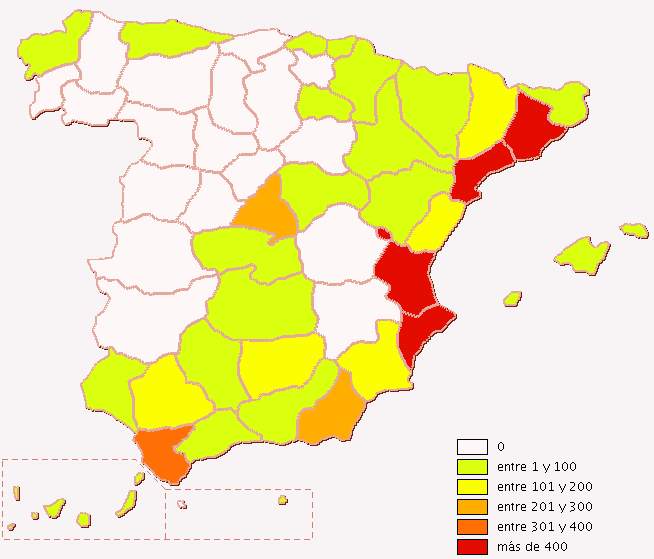
Reparto del apellido Gilabert en España.

Este artículo trata del apellido Gilabert, para otros usos véase: Gilabert (desambiguación)
Gilabert es un apellido patronímico de origen catalán, procedente del nombre germánico Gilabert o Gisilbert. Según los datos del INE la provincia en la que se encuentra más extendido es en la de Alicante, aunque las zonas donde hay más abundancia de este apellido es en Cataluña y la Comunidad Valenciana. También funcionaba como nombre propio en la antigüedad.

## Origen
Linaje de origen catalán procedente de Lérida. Una rama se pasó a Baleares y posteriormente se extendió por el resto de España. Probó su nobleza en la Orden de Santiago en el año 1606. Tradicionalmente se conoce que Gilabert proviene de Gil-Albert,  creencia errónea ya que son dos apellidos distintos sin relación, y tiene derivaciones como son Gelabert, Gilaberte y Gilaberti. Analizando la palabra significa flecha brillante o hielo sobre la pradera o sobre el verde (Gel-a-vert).

## Escudo
Escudo habitual de heráldica española en fondo dorado con un águila negra mirando a la izquierda, estando ésta coronada con una corona también negra.